# Заваривание
Заваривание — метод приготовления пищи и лекарственных препаратов, преимущественно из сырья растительного происхождения. Заключается в заливании ингредиентов горячей водой или иной жидкостью и последующей кратковременной выдержке. При заваривании в раствор выделяются растворимые вещества сырья. Как правило, в пищу или в качестве лекарства употребляется полученный раствор.
Сухое сырьё, часто предварительно измельчённое, либо засыпают в доведённую до нужной температуры жидкость, либо заливают такой жидкостью. После кратковременной выдержки жидкость сливают, прекращая контакт её с сырьём, тем самым препятствуя полной экстракции содержащихся в сырье веществ. Экстракция может быть прервана и без слива раствора, просто за счёт естественного понижения температуры жидкости.
Заваривание является одним из распространённых способов приготовления водного извлечения из растительного сырья, наряду с варкой и настаиванием. Отличия от этих двух способов следующие:
В отличие от варки, заваривание не сопровождается выдерживанием сырья в постоянно подогреваемой жидкости. За этот счёт снижаются потери легко испаряющихся компонентов продукта, таких как, например, эфирные масла, и обеспечивается сохранение веществ, нестойких при высоких температурах.
В отличие от настаивания, контакт сырья с жидкостью непродолжителен по времени. Благодаря этому в раствор успевают выйти только те вещества, экстракция которых наиболее быстра.
Заваривание применяют в тех случаях, когда из сырья необходимо извлечь не все растворимые компоненты, а только те из них, которые выходят в раствор в первую очередь. В кулинарии наиболее известным продуктом, приготавливаемым с помощью заваривания, является чай.